# 白蝠屬
白蝠屬（学名：Ectophylla），哺乳綱、翼手目、葉口蝠科的一屬，而與白蝠屬（白蝠）同科的動物尚有間葉蝠屬（間葉蝠）、食花蝠屬（食花蝠）、大眼蝠屬（多毛大眼蝠）、襞面蝠屬（襞面蝠）等之數種哺乳動物。

## 下属分类
本科包括以下属：
- 白蝠 Ectophylla alba (White bat)，白外葉蝠